# Горно Тлъмино
Горно Тлъмино (на сръбски: Горње Тламино или Gornje Tlamino) е село в Община Босилеград, Сърбия. Има население от 129 жители (по преброяване от септември 2011 г.).

## Демография
- 1948 – 860
- 1953 – 892
- 1961 – 781
- 1971 – 688
- 1981 – 510
- 1991 – 300
- 2002 – 184
- 2011 – 129

## Етнически състав
(2002)
- 80,43% българи
- 5,97% сърби

## Личности
Родени в Горно Тлъмино
- Санде Цветанов (1897 – 18 ноември 1925), български революционер, деец на ВМРО и ВЗРО, роден в Горно или Долно Тлъмино[2]
- Горан Миланов, географ – автор на монографиите:
- Община Босилеград: Географско-краеведско изследване, 2012 г. 126 стр.
- Селищата на община Босилеград: Географско-демографски изследвания Архив на оригинала от 2016-08-21 в Wayback Machine. 1464 стр.